# Svetlana Alexievici
Svetlana Alexandrovna Alexievici (în rusă Светлана Александровна Алексиевич; în belarusă Святлана Аляксандраўна Алексіевіч, cu alfabet Łacinka: Sviatlana Aliaksandraŭna Aleksievič; n. 31 mai 1948, Ivano-Frankivsk, RSS Ucraineană, URSS) este o jurnalistă, ornitologă și scriitoare belarusă, laureată a Premiului Nobel pentru Literatură 2015 „pentru scrierile ei polifonice, memorial al suferinței și curajului în epoca noastră”.
După ce tatăl ei a fost demobilizat din armată, familia – tatăl bielorus și mama ucraineană – s-a  stabilit în Bielorusia, unde părinții au lucrat ca profesori la sat. A studiat jurnalismul la Minsk, considerând facultatea de proﬁl drept lucrul „cel mai apropiat de o școală de scriere“. După absolvire, a lucrat în redacții din provincie și apoi din capitală.
Prima ei carte, compusă din mărturiile unor oameni care și-au părăsit locurile natale, a fost retrasă din librării de autorități. Următoarea apariție, Războiul nu are chip de femeie (1985), publicată simultan la Moscova și la Minsk, are la bază interviuri cu femeile care au luptat în Armata Roșie în Al Doilea Război Mondial și a reprezentat o ieșire din cadrele mitologiei sovietice din epocă. Soldații de zinc (1990) cuprinde mărturii ale militarilor sovietici care au participat la războiul dus de URSS în Afganistan (1979–1989). În 1997 a publicat Rugăciune pentru Cernobîl, rezultat al unei documentări începute în 1986, imediat după accidentul nuclear din Ucraina.
În ceea ce privește cartea Războiul nu are chip de femeie, inspirația inițială a cărții a fost un articol pe care Alexievici l-a citit în presa locală de la Minsk în anii 1970, despre petrecerea de pensionare a unui contabil de la o fabrică auto locală, un lunetist decorat care a ucis 75 de germani în timpul războiului. După acel prim interviu, a început să caute femei veterane de război în întreaga Uniune Sovietică. Un milion de femei sovietice au slujit pe front, dar nu se regăseau în narațiunea oficială de război. În cadrul aceluiași interviu pentru The Guardian a afirmat că „Înainte de această carte, singurul personaj feminin din literatura noastră de război era asistenta care îmbunătățea viața unui locotenent eroic. Dar aceste femei erau înfundate în murdăria războiului la fel de profund ca și bărbații”.
În 2000  din cauza persecuției suferite în timpul regimului lui Aleksandr Lukașenko a părăsit Belarusul, a revenit pentru o vreme la Minsk în 2013, fiind nevoită să emigreze din nou în septembrie 2020, când s-a stabilit în Germania.
Referitor la opera sa, scriitoarea mărturiseșteː "Investighez viața pentru observații, nuanțe, detalii. Interesul meu nu este pentru evenimentul în sine, nu războiul, nu Cernobîlul, nu sinuciderea ca atare. Mă interesează ce se întâmplă cu ființa umană, dincolo de timpul nostru. Cum se comportă și cum reacționează omul."

## Legături externe
- Svetlana Alexievich's website Arhivat în 25 martie 2016, la Wayback Machine. - Contains biography, bibliography and excerpts.
- Biography at the international literature festival berlin Arhivat în 22 februarie 2017, la Wayback Machine.

### Interviuri
- "The Guardian, A Life In..." , Interview by Luke Harding, April 2016
- "A Conversation with Svetlana Alexievich", Dalkey Archive Press
- Between the public and the private: Svetlana Aleksievich interviews Ales' Adamovich Canadian Slavonic Papers/ Revue Canadienne des Slavistes

### Fragmente
- Selections from Voices From Chernobyl in The Paris Review, 2015

### Articole despre Svetlana Alexievich
- "The Truth in Many Voices" Timothy Snyder, NYRB, October 2015
- "The Memory Keeper" Masha Gessen, The New Yorker, October 2015.
- A conspiracy of ignorance and obedience, The Telegraph, 2015
- Svetlana Alexievich: Belarusian Language Is Rural And Literary Unripe Arhivat în 1 iulie 2013, la Wayback Machine., Belarus Digest, June 2013
- Belarusian Nobel laureate Sviatlana Alieksijevič hit by a smear campaign Arhivat în 14 octombrie 2019, la Wayback Machine. Belarus Digest, July 2017

### Articole academice despre lucrările Svetlanei Alexievici
- Mothers, father(s), daughter: Svetlana Aleksievich and The Unwomanly Face of War Angela Brintlinger
- “No other proof”: Svetlana Aleksievich in the tradition of Soviet war writing Daniel Bush
- Mothers, prostitutes, and the collapse of the USSR: the representation of women in Svetlana Aleksievich’s Zinky Boys Jeffrey W. Jones
- Svetlana Aleksievich’s Voices from Chernobyl: between an oral history and a death lament Anna Karpusheva
- The polyphonic performance of testimony in Svetlana Aleksievich’s Voices from Utopia Johanna Lindbladh
- A new literary genre. Trauma and the individual perspective in Svetlana Aleksievich’s Chernobyl'skaia molitva Irina Marchesini
- Svetlana Aleksievich’s changing narrative of the Soviet–Afghan War in Zinky Boys Holly Myers

### Altele
- Lukashenko's comment on Alexievich (1''12 video, in Russian, no subtitles)
- Svetlana Alexievich at Goodreads
- Svetlana Alexievich Quotes With Pictures Arhivat în 6 martie 2016, la Wayback Machine. at Rugusavay.com
- Apariții pe C-SPAN